# Navoï
Navoï (en russe : Навои) ou Navoiy (en ouzbek) est une ville d'Ouzbékistan et la capitale administrative de la province de Navoï. Elle est située à 355 km au sud-ouest de Tachkent et à 85 km au nord-est de Boukhara. Sa population était estimée à 125 800 habitants en 2007.
Elle a été nommée d'après le poète ouzbek Mir Alisher Navoï.

## Homonymie
Le poète turc de langue tchaghataï Mir Alisher Navoï (1441-1501), travailla à la cour du Timouride Husayn Bayqara à Hérat (Afghanistan) à la fin du XVe siècle.

## Historique
Il existait à son emplacement un petit village du nom de Keraminé (ou Kerimasé), halte sur la Route de la Soie, au Moyen Âge. Elle fut également le berceau de poètes de langue persane. Elle appartient plus tard au khanat de Boukhara. Les émirs Abdoulakhad et Alim y font construire leur résidence d'été. Le premier y passait la plupart de son temps et y fut enterré.
Du temps de l'URSS, en 1958, on y construisit le combinat minier et métallurgique de Navoï. C'est ainsi que naquit la nouvelle ville de Navoï, nommée ainsi en l'honneur du poète.
Les lieux intéressants se trouvent en dehors de la ville. Elle dispose de deux parcs importants, le parc du Sud (où se trouvent le stade principal de la ville, une piscine municipale et un complexe de cinémas) et le parc du Nord ou parc Navoï (plus récent et plus étendu).

## Population
Évolution démographique
| 1939  | 1959   | 1970   | 1979   |
| ----- | ------ | ------ | ------ |
| 3 000 | 10 000 | 61 000 | 84 277 |

| 1989    | 1999    | 2007    | 2014    |
| ------- | ------- | ------- | ------- |
| 107 115 | 117 600 | 125 800 | 134 100 |

## Économie
La région de Navoï possède d'importantes réserves de gaz naturel, des gisements de métaux précieux et des dépôts de matières pour la production de matériaux de construction.
- Le combinat minier et métallurgique de Navoï possède des centres d'exploitation minière et usines métallurgiques dans plusieurs régions du pays[2].
- L'entreprise Navoiyazot, mise en service en 1964, est un important producteur d'engrais et d'une gamme étendue de produits chimiques[3].

## Environs de Navoï
Le caravansérail Rabat-i Malik (1078) se trouve sur la route de la soie à une vingtaine de kilomètres à l'ouest de Navoï, sur la route reliant Navoï à Boukhara.Il a été construit par le souverain qarakhanide Shams-al Mulk (soleil de la royauté), qui a régné sur Samarcande de 1068 à 1080. De par sa surface, c'est l'un des plus grands caravansérails de l'époque médiévale en Asie centrale. Une partie des murailles côté sud et une tour d'angle se sont effondrées au cours du XXe siècle ; certaines parties sont reconstruites. Aujourd'hui, il ne reste pratiquement, d'origine, que le portail d'entrée, dont l'archivolte porte une inscription, en terre cuite sculptée. À chaque coin de l'édifice se trouvaient une tour d'angle pour la surveillance et la défense,. Le puits du caravansérail, Malik sardoba, est situé de l'autre côté de la route actuelle.

Le caravansérail Rabat-i Malik et le puits Malik sardoba
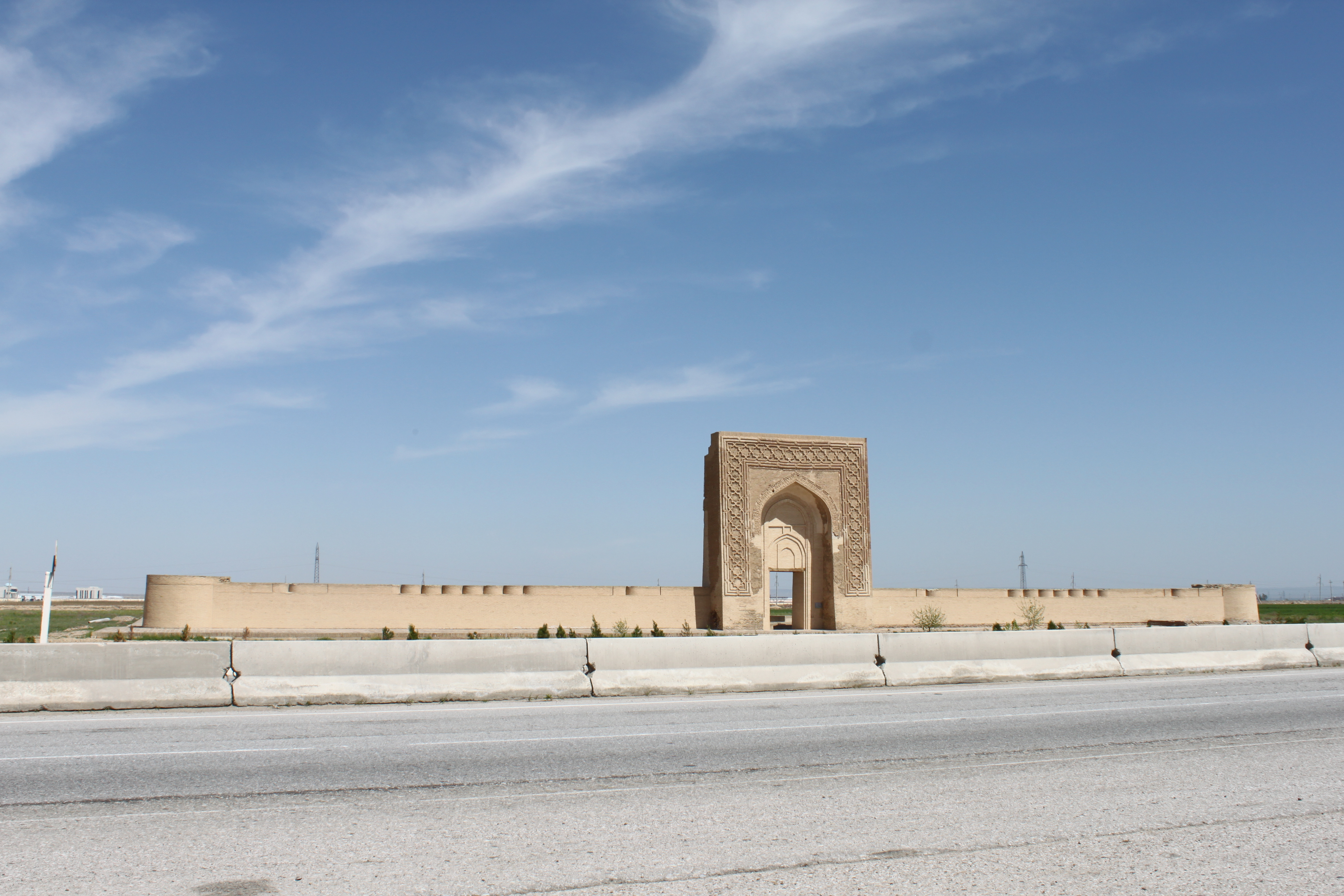
Le caravansérail Rabat-i Malik vu de la route reliant Boukhara à Navoï.
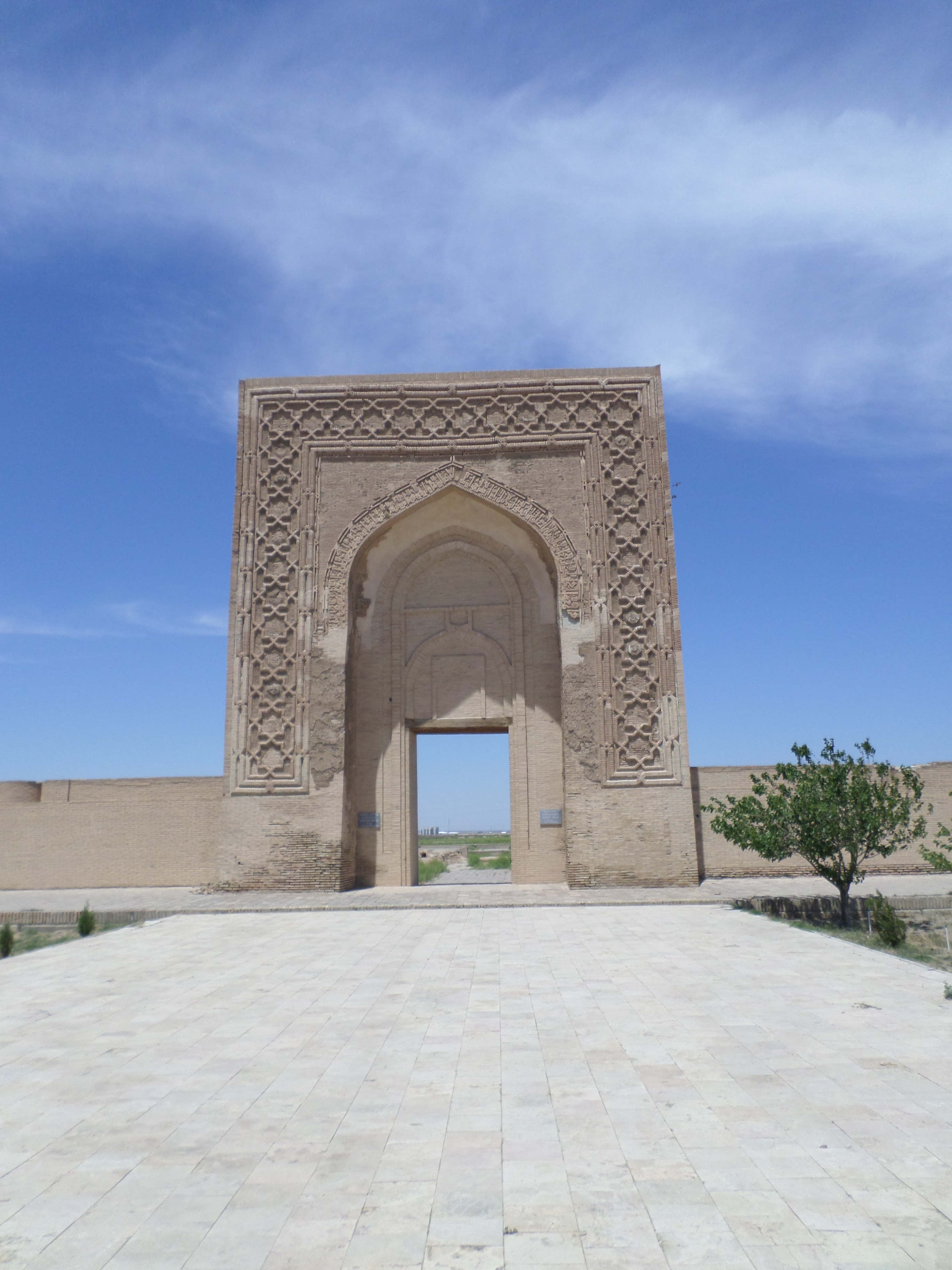
Le portail du caravansérail Rabat-i Malik.
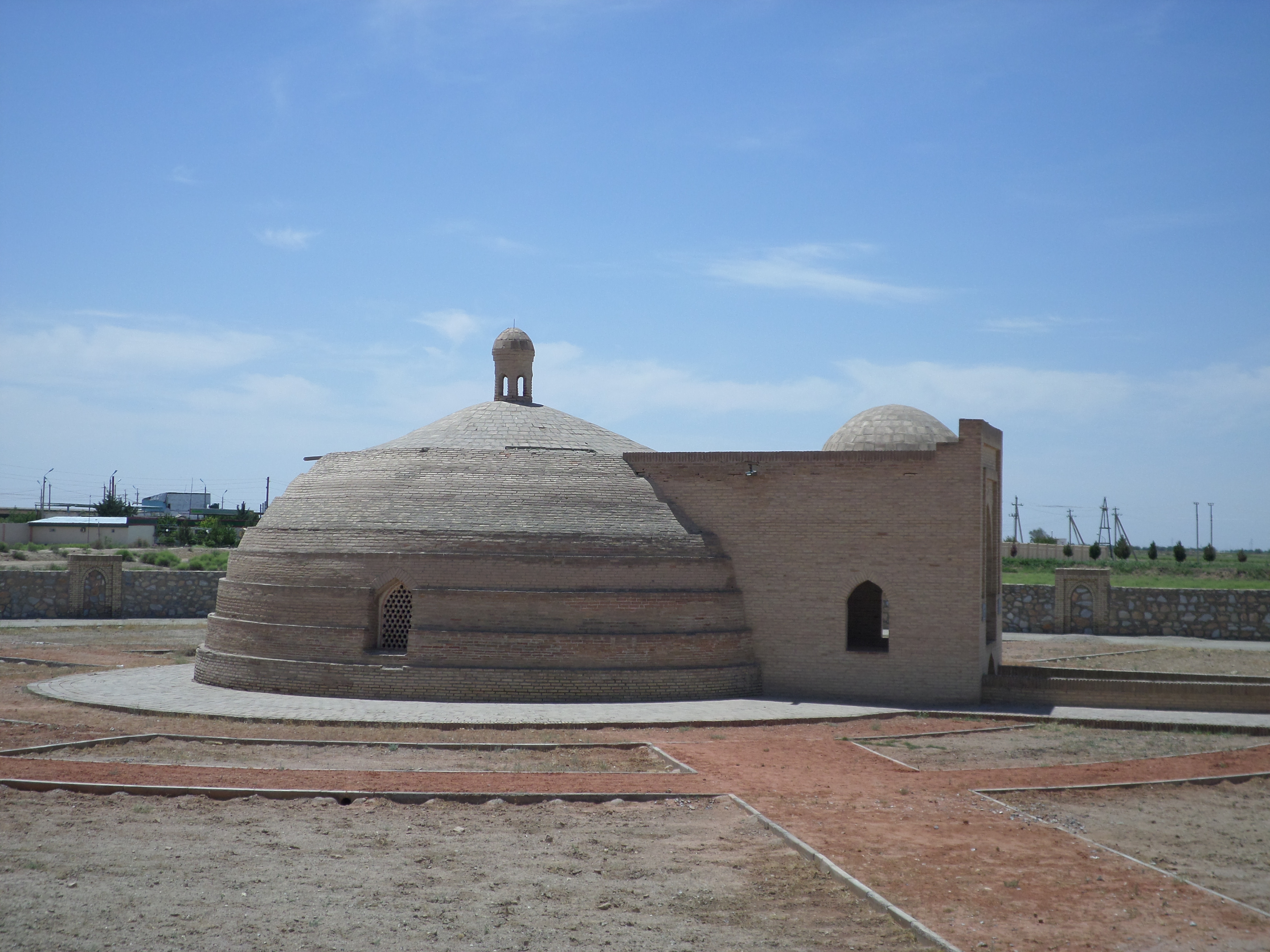
Malik sardoba.
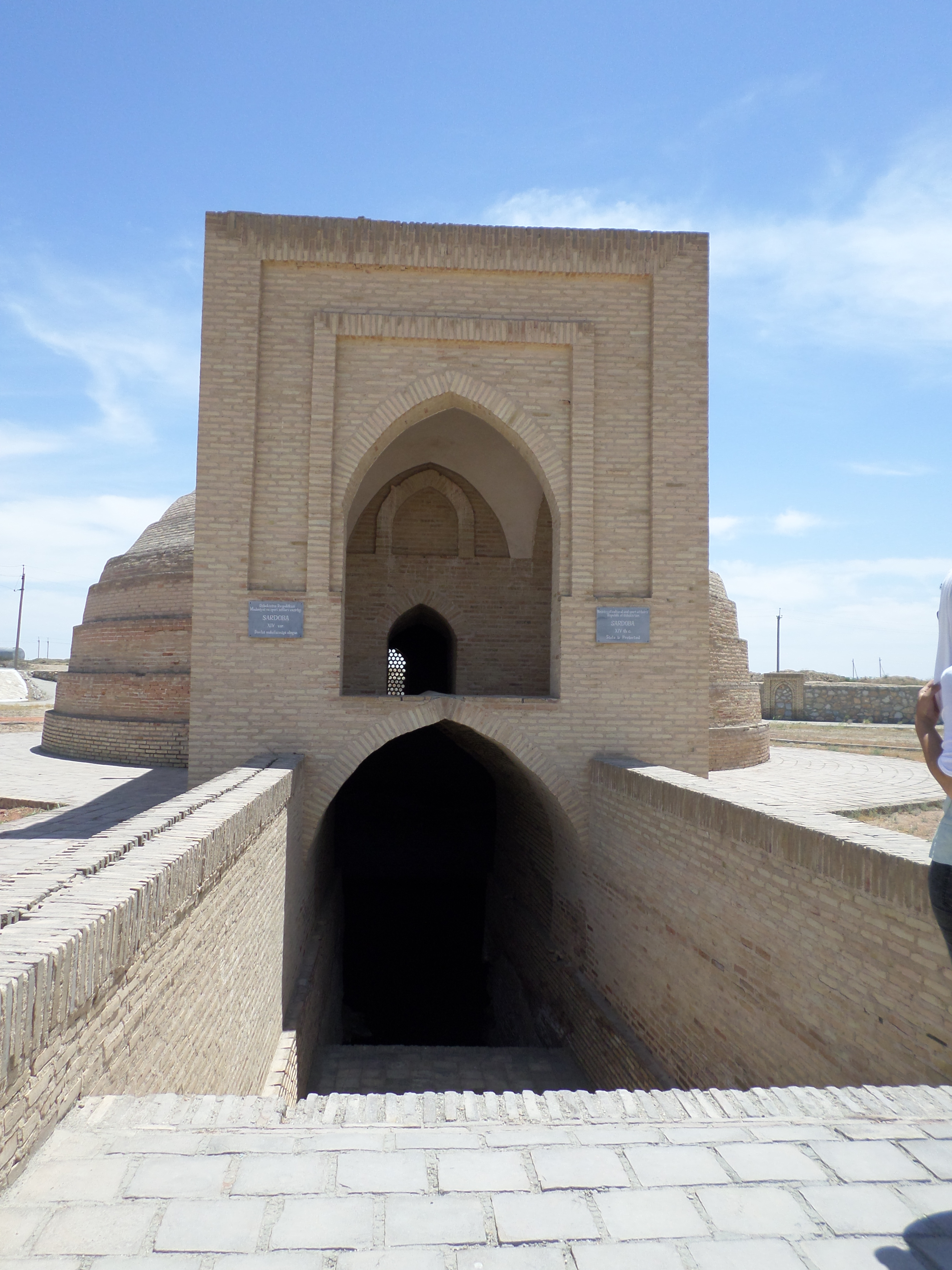
Malik sardoba (autre vue).